# Offenbach na Majni
Offenbach je grad u njemačkoj pokrajini Hessen, koji se nalazi na južnoj strani rijeke Majne. Godine 2007. imao je 118.245 stanovnika. Grad je u sklopu Rajna-Majna gradskog područja.
Offenbach je bio središte kožarske industrije, što se promijenilo posljednjih desetljeća, no u njemu je još uvijek sjedište njemačkog kožarskog muzeja. U Offenbachu se također održava i međunarodni sajam kože, a sjedište je i njemačke meteorološke službe. U njemu je i dom nogometnog kluba Kickers Offenbach te njihov stadion "Bieberer Berg".
Offenbach je dio Frankfurtske prometne mreže podzemne željeznice sa šest S-Bahn stanica: Offenbach-Kaiserlei, Offenbach-Ledermuseum, Offenbach-Marktplatz, Offenbach-Ost, Offenbach -Bieber i Bieber-Waldhof.

## Povijest
S novim područjem Lauterbornom grad je proširen na jug u 1960-im godinama. Do ranih 1970-ih u Offenbachu je dominirala kožarska industrija. Grad je bio sjedište njemačke udruge za električne, elektroničke i informacijske tehnologije.
Offenbach je Europski centar za tipografiju: tiskare su glavna poduzeća u gradu. Tipografija i dizajn važni su za grad. U gradu se nalaze studiji brojnih industrijskih poduzeća za grafički dizajn i projektiranje, kao i sveučilište HfG Offenbach te škole dizajna.
U posljednjih nekoliko godina Offenbach je postao centar široke lepeze usluga, posebno iz sektora prijevoza. Europsko je sjedište poznatih marki automobila Honda i Hyundai Motors te autoguma Kumho.

### Građevine
- Isenburg Palace, tipična renesansna građevina iz 1576., sada je koristi HfG Offenbach, sveučilište za dizajn
- Büsingpalais
- Rumpenheim dvorac
- Francuska protestantska crkva i francuska protestantska zajednica
- Westend kvartal (19. st.)
- Nekoliko art deco apartmanskih kuća
- Bivša sinagoga "Kapitol" (sada koncertna dvorana)
- Građevine iz ranog 20. stoljeća, arhitekta Huga Eberhardta: "Heyne" tvornica, glavna zgrada na HfG Offenbach dizajnerskom sveučilištu, zgrada AOK osiguranja
- Montažne kuće u Egon Eiermannu u Lauterbornu
- Nogometni stadion "Bierberer Berg Stadion"

### Muzeji
- Njemački muzej kože
- Klingspor muzej, muzej tipografije i kaligrafije
- Općinski povijesni muzej

Offenbach ima najveći postotak stranaca u cijeloj Njemačkoj.

## Gradovi prijatelji
- Puteaux, Francuska, od 1955.
- Esch-sur-Alzette, Luksemburg, od 1956.
- Mödling, Austrija, 1956.
- Saint Gillis /  Saint-Gilles-les-Bruxelles, Bruxelles, 1956.
- Yangzhou, Kina, od 1997.
- Zemun, Srbija, 1956.
- Velletri, Italija, od 1957.
- Kawagoe, Japan, od 1973.
- Rivas, Nikaragva, od 1986.
- Kiseg, Mađarska, od 1995.
- Orjol, Rusija, od 1988.
- Tower Hamlets, Velika Britanija, od 1988.

## Vanjske poveznice
- Službena stranica (njem.)

### Ostali projekti
|  | Zajednički poslužitelj ima još gradiva o temi Offenbach |